# باركر ميلنر
باركر ميلنر (بالإنجليزية: Parker Milner)‏ هو لاعب هوكي الجليد أمريكي، ولد في 6 سبتمبر 1990 في بيتسبرغ في الولايات المتحدة.

## وصلات خارجية
- باركر ميلنر على موقع دوري الهوكي الوطني (الإنجليزية)
- باركر ميلنر على موقع EliteProspects.com (الإنجليزية)
- باركر ميلنر على موقع Eurohockey.com (الإنجليزية)
- باركر ميلنر على موقع HockeyDB.com (الإنجليزية)